# Discharge
Discharge és un grup de hardcore punk anglès que es va formar l'any 1977 amb una alineació original que incloïa a Terry «Tez» Roberts a la veu, Tony «Bones» Roberts a la guitarra, Roy «Rainy» Wainwright també a la guitarra, Nigel Bamford al baix i Akko a la bateria. Poc temps després, Nigel Bamford va deixar el grup, i Rainy es va encarregar del baix. Aquesta formació sonava molt similar a Sex Pistols, però només va enregistrar una maqueta. La formació i el so van canviar el 1979 amb la incorporació de Kelvin «Cal» Morris com a cantant, Bones a la guitarra, Rainy al baix i Tez a la bateria. Aquesta és considerada la formació «clàssica» de Discharge.

## Història
En 1980 Discharge va signar amb Clay Records, publicant el senzill «Realities of war», que va aparèixer a les llistes independents del Regne Unit. Després que aquell mateix any es publiqués l'EP homònim, Discharge va passar per diversos canvis de formació. El bateria Tezz va marxar per a ésser substituït per Dave «Bambi» Ellesmere abans que es gravés Why. L'any 1982 Discharge va publicar un LP titulat Hear Nothing, See Nothing, Say Nothing, que va arribar a aparèixer en les llistes de vendes.
Per a l'EP Never again, Discharge sofrí un nou canvi de formació. Gary Maloney de The Varukers seria qui ocupés el lloc de bateria aquest cop. Bones marxà abans de Warning..., que fou quan Discharge començà a veure's més influenciat pel heavy metal. El 1985, amb la publicació d'Ignorance tornaren a canviar de formació i el grup va anar acostant-se a un so cada cop més metàl·lic. Això no obstant, l'any 2002 la formació clàssica es reuní per a la publicació del disc Discharge. Aquell mateix any, Hear Nothing See Nothing Say Nothing fou escollit com a l'àlbum número u de punk rock de tots els temps en una enquesta feta per la revista Terrorizer.

## Estil
El pesat so de la guitarra i els anti-melòdics crits del vocalista van dur al grup a ser conegut com un dels principals precursors del que seria el thrash metal. Les seves cançons giraven entorn de l'anarquisme, la llibertat d'expressió, el pacifisme i els seus temes tractaven de mostrar les terribles conseqüències de la guerra nuclear i la malalta societat presa pel capitalisme.
L'enfocament líric també va ajudar a agregar-li poder a la cruesa de la seva temàtica. Sovint, el so de les cançons de Discharge consistien en missatges amb un repetitiu to agressiu i gutural que buscava expressar amb força el que volien comunicar. Potser un dels exemples més clars d'aquesta idea el podem trobar en la lletra de la cançó «Free speech for the dumb», que no fa més que repetir el mateix títol de la cançó. El que també va ser important per a l'expressió política i social del grup va ser el tema artístic que usaren en els seus àlbums, on es representava la cruesa de la guerra utilitzant un icònic blanc i negre en alt contrast en les fotografies.
L'estil de Discharge es va anomenar D-beat, un estil de punk rock ràpid, precursor o paral·lel a l'aparició del hardcore punk, i influència bàsica per a l'estil crustcore. Durant i després de la trajectòria de Discharge, imitar-los es tornà sorprenentment popular. Si bé Discharge assumí com a propi el so batejat com a D-beat, ells no són els inventors principals del que després havia de conformar el hardcore punk. Es pot escoltar quelcom molt semblant en gravacions anteriors al grup, com per exemple «You tear me up» d'Another music in a different kitchen, el disc debut de Buzzcocks, i el so hardcore ja es pot trobar a l'EP Out of vogue de Middle Class, previ a les dates oficials d'aparició del hardcore punk.
Molts dels grups que seguiren l'estil de Discharge, principalment de Suècia, començaren els seus noms utilitzant el prefix «Dis-». A més usaven «Dis-» en les paraules que realment començaven amb «Des-» a manera de paròdia. Per citar algunes d'aquestes bandes, tenim a Disfear, Disclose, Discard, Disarm, Dissucks i Distraught. Els grups que seguiren aquesta tendència als seus noms a més copiaren l'estil tipogràfic del logo de Discharge, amb lletres grans i blanques, per als seus àlbums.

## Discografia

### Àlbums d'estudi
- Hear Nothing See Nothing Say Nothing (1982)
- Grave New World (1986)
- Massacre Divine (1991)
- Shootin' Up the World (1993)
- Discharge (2002)
- Disensitise (2008)
- End of Days (2016)[9]